# ATP Challenger Campos do Jordão
Das ATP Challenger Campos do Jordão (offiziell: MasterCard Tennis Cup) war ein Tennisturnier, das von 2001 bis 2011 jährlich in Campos do Jordão stattfand. Es gehörte zur ATP Challenger Tour und wurde im Freien auf Hartplatz gespielt. Brian Dabul gewann mit zwei Titeln im Einzel sowie einem im Doppel das Turnier am häufigsten.

## Liste der Sieger

### Einzel
| Jahr     | Sieger                 | Finalgegner           | Ergebnis        |
| -------- | ---------------------- | --------------------- | --------------- |
| 2011     | Rogério Dutra da Silva | Izak van der Merwe    | 6:4, 6:75, 6:3  |
| 2010     | Izak van der Merwe     | Ricardo Mello         | 7:66, 6:3       |
| 2009     | Horacio Zeballos       | Thiago Alves          | 6:74, 6:4, 6:3  |
| 2008     | Brian Dabul (2)        | Izak van der Merwe    | 7:5, 6:76, 6:3  |
| 2007     | Brian Dabul (1)        | Michael Quintero      | 7:5, 7:5        |
| 2006     | Ricardo Mello (2)      | Ivo Klec              | 6:3, 6:4        |
| 2005     | André Sá               | Juan Martín del Potro | 6:4, 6:4        |
| 2004     | Takao Suzuki           | Giovanni Lapentti     | 6:4, 6:3        |
| 2003     | Giovanni Lapentti      | Gōichi Motomura       | 6:4, 6:0        |
| 2002     | Ricardo Mello (1)      | Maximilian Abel       | 7:62, 6:3       |
| 2001 (2) | Ramón Delgado          | Daniel Melo           | 7:63, 6:2       |
| 2001 (1) | Ricardo Mello          | Alexandre Simoni      | 7:66, 4:6, 7:65 |

### Doppel
| Jahr     | Sieger                               | Finalgegner                           | Ergebnis          |
| -------- | ------------------------------------ | ------------------------------------- | ----------------- |
| 2011     | Juan Sebastián Cabal Robert Farah    | Ricardo Hocevar Júlio Silva           | 6:2, 6:3          |
| 2010     | Rogério Dutra da Silva Júlio Silva   | Vítor Manzini Pedro Zerbini           | 7:63, 6:2         |
| 2009     | Joshua Goodall Sam Groth             | Rogério Dutra da Silva Júlio Silva    | 7:64, 6:3         |
| 2008     | Brian Dabul Marcel Felder            | Márcio Torres Izak van der Merwe      | 6:4, 7:69         |
| 2007     | Eduardo Schwank Horacio Zeballos     | John Paul Fruttero Izak van der Merwe | 3:6, 6:3, [12:10] |
| 2006     | Marcelo Melo André Sá (2)            | Jacob Adaktusson Leonardo Mayer       | 7:61, 7:5         |
| 2005     | Kristian Pless Aleksandar Vlaski     | Franco Ferreiro Marcelo Melo          | 7:65, 6:4         |
| 2004     | Ricardo Mello Iván Miranda           | Alejandro Hernández André Sá          | 6:3, 6:4          |
| 2003     | Rik De Voest Giovanni Lapentti       | Carlos Berlocq Miguel Gallardo Valles | 6:1, 7:5          |
| 2002     | Alejandro Hernández (2) Daniel Melo  | Lu Yen-hsun Danai Udomchoke           | kampflos          |
| 2001 (2) | Dejan Petkovic Andy Ram              | Adriano Ferreira Daniel Melo          | 6:3, 6:4          |
| 2001 (1) | Alejandro Hernández (1) André Sá (1) | Ricardo Mello Ricardo Schlachter      | 6:76, 7:65, 7:5   |